# Nybro Station
Nybro station er en jernbanestation i Nybro i Kalmar län Sverige.
Fra Nybro Station kører der Øresundstog, Krösatåg og regionaltog.
| Jernbane | Spire Denne jernbaneartikel er en spire som bør udbygges. Du er velkommen til at hjælpe Wikipedia ved at udvide den. |

56°44′32″N 15°54′29″Ø / 56.74225°N 15.90797°Ø